# 天主教聖塞瓦斯蒂安教區
天主教聖塞瓦斯蒂安教區（拉丁語：Dioecesis Sancti Sebastiani）是羅馬天主教一個教區，位於西班牙吉普斯夸省，屬潘普洛納總教區。
教區成立於1949年11月2日。2007年，在當地684,416人口中，有教友621,988人，佔轄區總人口90.9%、216個堂區、651名司鐸、1名執事、576名修士、1,703名修女。現任教區主教為若瑟·依納爵·穆尼利亞。